# Pittsboro (Mississippi)
Pittsboro è un comune (village) degli Stati Uniti d'America, situato nella contea di Calhoun, nello Stato del Mississippi.